# Rugby Ricklingen
Rugby Ricklingen  ist ein Sportverein aus Ricklingen, einem Stadtteil von Hannover, der über die Sparten Rugby, Tischtennis, Boule / Pétanque, KAHA, Kinderturnen und Gymnastik verfügt. Darüber hinaus unterhält der Sportverein eine eigene Pipes & Drums-Formation.

## Geschichte und Beschreibung
Der Verein ist aus der Verschmelzung der Traditionsvereine Deutscher Rugby Club Hannover und SV 1908 Ricklingen am 1. Januar 2025 entstanden. Bei der Verschmelzungsversammlung beider Traditionsvereine am 17. Dezember 2024, wurde die Verschmelzung zum 1. Januar 2025 ohne Gegenstimmen beschlossen.
Die Eintragung in das Vereinsregister Hannover dauert aufgrund des komplexen Verschmelzungsprozesses noch an.